# 275 Madison Avenue
275 Madison Avenue (también conocido como Johns-Manville Building, American Home Products Building y 22 East 40th Street) es un edificio de oficinas de 43 pisos en el vecindario Murray Hill de Manhattan en Nueva York (Estados Unidos). Está situado a lo largo de la esquina sureste de Madison Avenue y la calle 40, cerca de Grand Central Terminal. Fue construido entre 1930 y 1931, y fue diseñado por Kenneth Franzheim en una mezcla de estilos art déco e Internacional.
Su base de tres pisos es de granito pulido y tiene grandes aberturas. En todos los demás pisos, la fachada tiene pilastras verticales de ladrillo blanco, así como enjutas oscuras entre las ventanas, destinadas a acentuar el énfasis vertical. En los pisos 4 al 23 hay varios retranqueos para cumplir con la Ley de Zonificación de 1916. El edificio se estrecha a una sección transversal rectangular en los pisos 24 al 43. El interior de la base está diseñado con un vestíbulo de entrada principal en la calle 40, así como los escaparates. Las áreas del piso por encima de la base varían de 210 a 930 m².
275 Madison Avenue fue desarrollado por Houston Properties, una firma dirigida por el empresario de Texas Jesse H. Jones, y originalmente se conocía como 22 East 40th Street. Se inauguró al comienzo de la Gran Depresión y Houston Properties se lo vendió en 1933 a New York Trust Company. A mediados del siglo XX, 275 Madison Avenue tenía varios propietarios y también era conocida por sus principales inquilinos como Johns Manville y American Home Products. Ha pertenecido al Grupo RPW desde 2016. En 2009 la Comisión de Preservación de Monumentos Históricos de Nueva York lo declaró lugar emblemático de la ciudad.

## Sitio
275 Madison Avenue se encuentra en el vecindario Murray Hill de Manhattan en Nueva York, en las afueras de Midtown. Está delimitado por Madison Avenue al oeste y la calle 40 al norte. El terreno en forma de L cubre 1147 m² con un frente de 22,6 m en Madison Avenue y 45,7 m en la calle 40. Los edificios cercanos incluyen la Biblioteca de la Fundación Stavros Niarchos y 10 East 40th Street al oeste, 461 Fifth Avenue y 18 East 41st Street al noreste, Lefcourt Colonial Building al norte y 101 Park Avenue al noreste. Grand Central Terminal está a dos cuadras al norte.
A mediados del siglo XIX, la sección circundante de Murray Hill se desarrolló como un distrito residencial de lujo, con las propiedades de muchas familias prominentes.  Entre estas había tres casas en 273, 275 y 277 Madison Avenue, todas construidas en 1862 en lotes de 7,6 m de ancho. Las tres residencias sirvieron como "los hogares de muchos ciudadanos distinguidos de Nueva York".  También en el sitio había dos establos construidos antes de 1910 en las direcciones 24 y 26 East 40th Street. En 1920, las empresas comerciales se habían trasladado a la zona, que The New York Times llamó "un gran centro cívico". La New York Trust Company adquirió la vieja mansión en 277 Madison Avenue en 1922, donde abrió una sucursal bancaria, y la librería de antigüedades Rosenbach Company ocupó el número 273 a partir de 1920. La Metropolitan Realty Company había planeado un edificio de 14 pisos en 24 y 26 East 40th Street en 1925, pero no se construyó.

## Diseño
275 Madison Avenue fue diseñado por Kenneth Franzheim y construido por Dwight P. Robinson Company para Houston Properties. También se le ha conocido como 22 East 40th Street, Johns-Manville Building,  y American Home Products Building. El edificio fue diseñado en estilo art déco con elementos del estilo Internacional. Consta de 43 pisos y mide 153,3 m desde el nivel del suelo hasta el techo. El New York Herald Tribune dio una cifra ligeramente diferente de 42 pisos y 153,9 m.
Cuando se completó en 1931 era uno de los rascacielos más distintos de la ciudad. The Wall Street Journal lo llamó una estructura "de aspecto novedoso". Fue representado en la serie pictórica Changing New York de la fotógrafa Berenice Abbott. Según el crítico de arquitectura Carter B. Horsley, el 275 Y el 295 Madison Avenue eran "dos de las mejores torres art déco de la ciudad", aunque Horsley consideraba que la 295 era superior.

### Forma

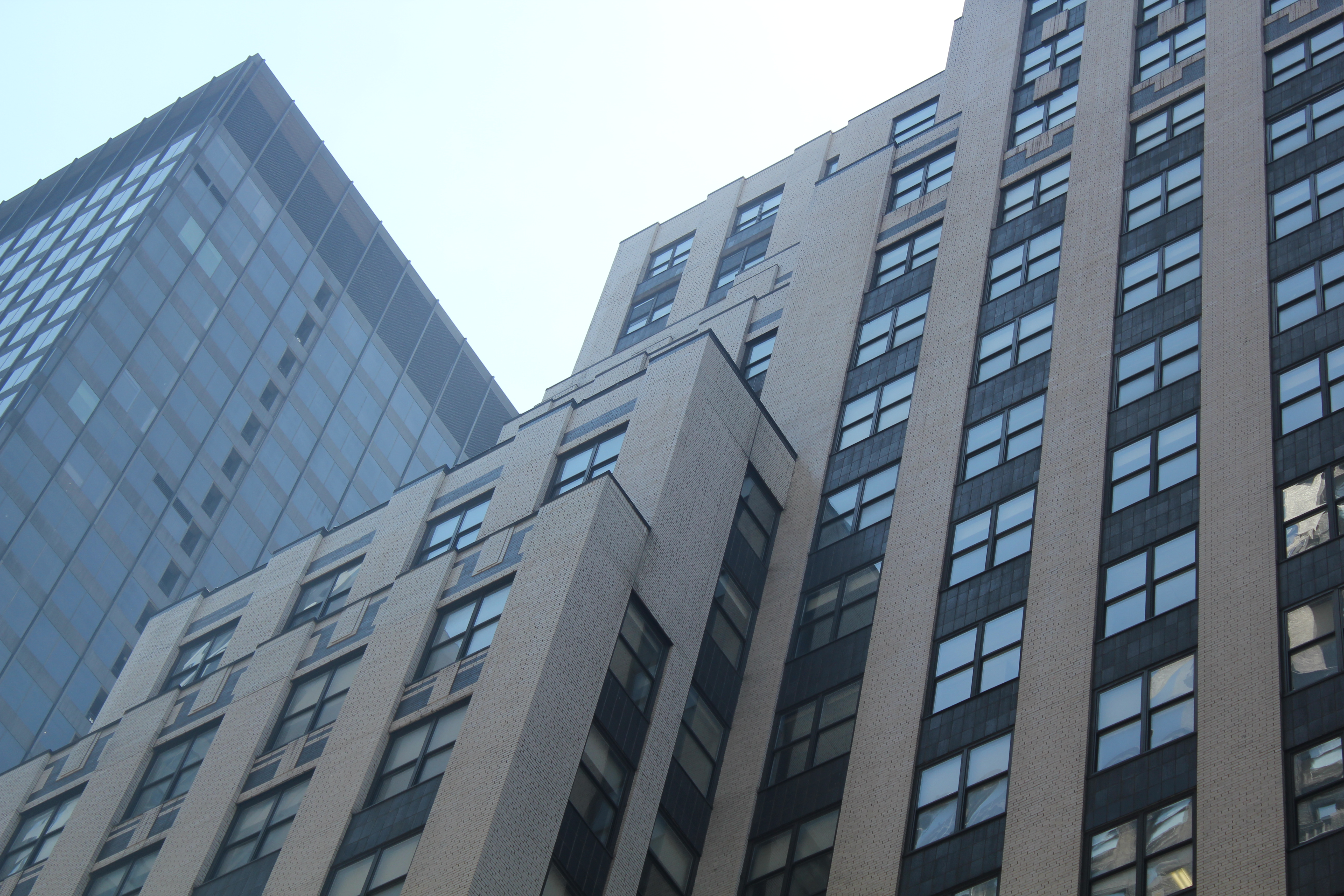
Los cuatro tramos más al este de la calle 40 tienen retranqueos en los pisos 10 y 12; los cuatro tramos más occidentales tienen una serie similar de retranqueos.

275 Madison Avenue está diseñado con una base de granito negro de tres pisos, sobre la cual hay una torre de 40 pisos revestida con ladrillo blanco y terracota oscura. Tiene retranqueos en los pisos 4 al 23 para cumplir con la Ley de Zonificación de 1916. Estos lo reducen a una torre rectangular en los pisos 24 al 43 y genera más de 30 terrazas, que van desde 2,8 a 139,4 m². Las más grandes generalmente miran al este y al oeste, mientras que las más pequeñas, al norte.
La elevación de la calle 40 tiene catorce tramos verticales en el cuarto piso, con los seis centrales empotrados en un patio de luces entre cuatro tramos a cada lado. Las tramos centrales forman un "pico" escalonado con retranqueos en los pisos 18 al 21. Según Robert A. M. Stern, los retranqueos piramidales se parecían a los del cercano Chanin Building. Las cuatro tramos al oeste y al este tienen retranqueos en los pisos 10 y 12. La elevación de Madison Avenue tiene seis tramos en los pisos 4 al 12, por encima de los cuales hay un retranqueo. También hay retranqueos en los pisos 14, 17 y 20 de las elevaciones norte y oeste. La elevación este se eleva desde la línea del lote hasta el piso 23, donde se remonta al muro este de los veinte pisos superiores.
Además, la parte superior de la torre tiene esquinas con muescas que albergan pequeñas terrazas. El techo de la torre era originalmente plano, pero se agregó un ático de dos pisos tras la finalización del edificio. La muesca suroeste se eliminó en ese momento.

### Fachada
El granito negro de la base se extrajo en Pensilvania. La base está diseñada con ornamentación negra y plateada, aunque muchos de los ornamentos plateados están pintados. El esquema de color de la base era similar al del Fuller Building en la Madison Avenue y la Calle 57, así como al edificio Bloomingdale's en Lexington Avenue. La fenestración de la torre, o la disposición de las aberturas de las ventanas, es diferente a la de la base. Generalmente, los pisos de las torres contienen pilastras verticales de ladrillo blanco, que separan los tramos de las ventanas. Dentro de cada tramo, las ventanas en diferentes pisos están separadas por enjutas hechas de baldosas de terracota. El ladrillo vidriado blanco se hizo en Ohio, mientras que los 1060 marcos de ventanas de metal se hicieron originalmente en Virginia Occidental.

#### Base
La elevación norte de la calle 40 tiene ocho tramos, con la entrada principal empotrada en el quinto tramo desde el oeste. La entrada principal tiene puertas de metal giratorias y batientes, sobre las cuales hay una barra de espejo de popa de metal negro con las palabras "275 Madison Avenue". Encima de esta hay una ventana de travesaño dividida en cuatro filas de cinco paneles. Los cristales están separados por parteluces verticales, que se ensanchan en la parte inferior y contienen apliques de iluminación en forma de concha marina entre ellos. De arriba abajo, las filas de aberturas contienen ventanas lisas, ventanas de guillotina, enjutas metálicas rectangulares y ventanas lisas. Las enjutas de metal contienen una representación negra de un rascacielos con un motivo plateado "starburst" en la parte superior. En la pared izquierda de la entrada hay una puerta de metal. Por encima de la entrada y un poco delante de la pared exterior del edificio, hay un panel de vidrio translúcido con los caracteres metálicos "275".
Al oeste (lado derecho) de la entrada principal, en la primera a la cuarta tramos desde el oeste, hay grandes aberturas. Las aberturas se dividen cada una en tres partes: el nivel del suelo, las enjutas ornamentadas de "rascacielos" y el entrepiso. Cada abertura tiene cinco juegos de ventanas de entrepiso sobre enjutas, que están separadas por parteluces verticales de metal. Las partes a nivel del suelo de estas aberturas contienen una ventana de triple anchura flanqueada por paneles más pequeños. Al este (lado izquierdo) de la entrada principal hay tres tramos más estrechas. Tanto en el sexto como en el octavo compartimento, la planta baja contiene grandes ventanales y hay cuatro conjuntos de enjutas/ventanas. En la séptima tramo, la planta baja tiene una puerta metálica, rematada por un respiradero y un cristal de ventana, además de señalización. El séptimo tramo tiene tres enjutas/ventanas, siendo la enjuta/ventana central más ancha que las exteriores.
La elevación occidental de Madison Avenue tiene cuatro tramos. El segundo tramo desde el norte tiene una entrada empotrada, que conduce al espacio bancario de la planta baja en el interior y era la entrada principal antes de 2004. Sobre la puerta de entrada hay cuatro ventanas; el espacio debajo de estos cristales de las ventanas está ocupado por un reloj octogonal y un letrero. El primer y tercer tramos desde el norte, respectivamente a la izquierda y derecha de la entrada del banco de Madison Avenue, contienen un panel de ventana grande a nivel del suelo y tres enjutas/ventanas arriba. El cuarto tramo desde el norte tiene siete enjutas de ancho, pero hay rejillas de ventilación en lugar de ventanas en el entrepiso. Esta tramo tiene una puerta doble de metal y vidrio, que conduce a un escaparate, así como a un escaparate.
El tercer piso tiene un conjunto de aberturas de ventanas tanto en 40th Street como en Madison Avenue. A lo largo de la calle 40, las aberturas de las ventanas del tercer piso están dispuestas asimétricamente a cada lado de la entrada principal, con doce al oeste (derecha) de la entrada y seis al este (izquierda). Todas excepto una de estas aberturas contienen ventanas de guillotina; la abertura restante tiene una rejilla. Las aberturas están separadas por motivos geométricos plateados. El escritor arquitectónico Christopher Gray escribió que los motivos "podrían ser búhos besándose, o figuras encapuchadas, o las figuras de una baraja de otro planeta". Este motivo se repite varias veces sobre la entrada principal, que está flanqueada por dos mástiles. En Madison Avenue, hay ocho aberturas de este tipo, separadas por motivos geométricos. Dos de estas aberturas tienen dos ventanas de guillotina cada una, mientras que las otras tienen una ventana de guillotina cada una.

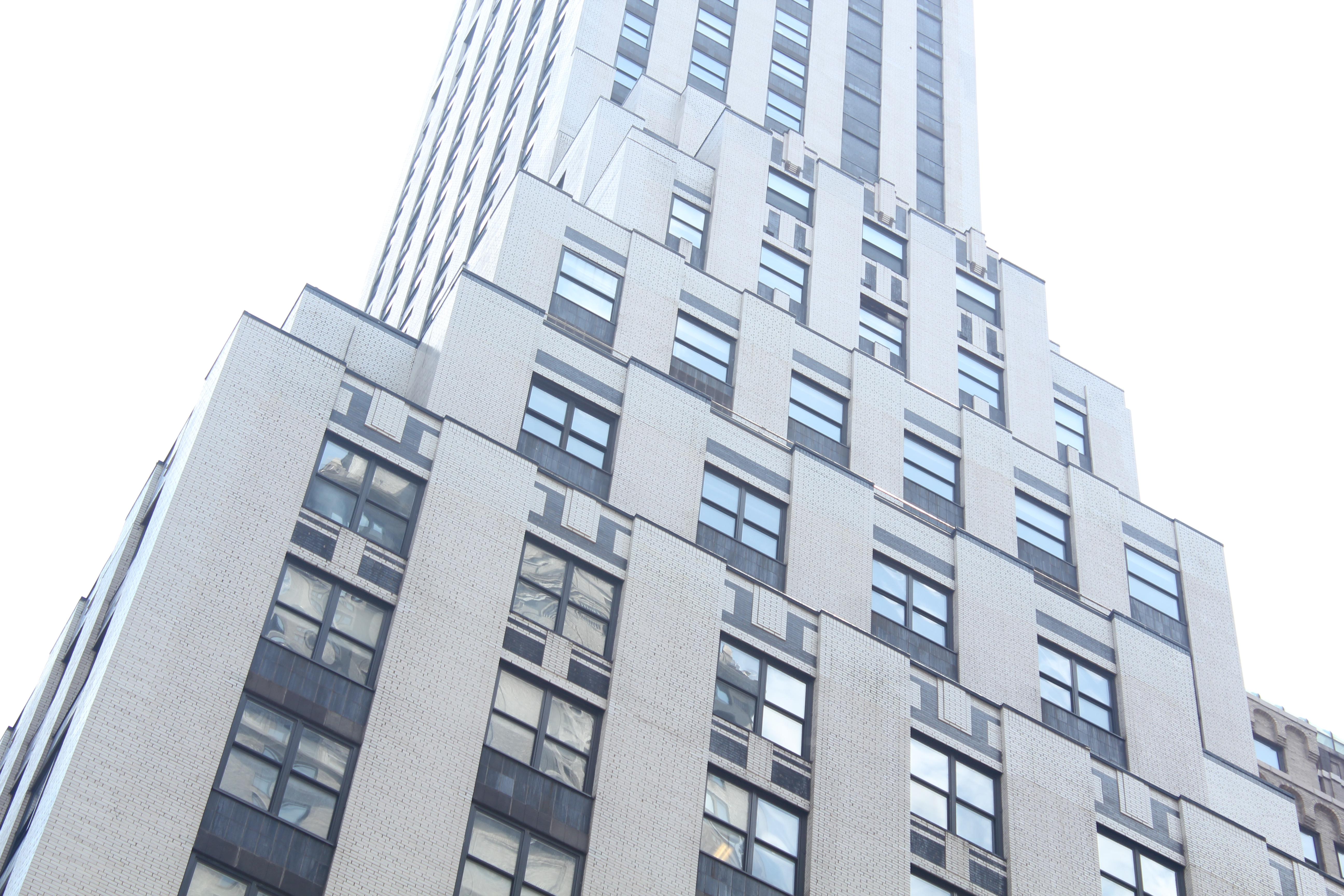
Vista de los retranqueos de la torre a lo largo de Madison Avenue

Los pisos 4 al 43 tienen pilastras de ladrillo blanco continuo, que se alternan con tramos de ventanas y enjutas. Las ventanas fueron diseñadas para estar al ras del ladrillo. Franzheim evitó elementos decorativos como cornisas, entablamentos y frontones, ya que quería que el edificio fuera "sin sombras". En cambio, la torre debía basarse exclusivamente en el contraste entre los materiales blancos y negros para la decoración. Enjutas de terracota, entre las pilastras blancas, separan las ventanas en diferentes pisos; estaban destinados a enfatizar la altura del edificio. Según Stern, las enjutas se inspiraron en las del cercano Daily News Building de Raymond Hood.
Las elevaciones norte y oeste de los pisos 4 al 23 están diseñadas con pilastras blancas y enjutas oscuras, con algunas excepciones. En algunos de los retranqueos de las elevaciones norte y oeste, las enjutas negras están decoradas con formas geométricas de ladrillo blanco. Algunos de los retranqueos también tienen dinteles de ladrillo blanco ornamentados justo debajo de ellos. La elevación este debajo del piso 23 tiene ventanas dentro de una pared de ladrillos blancos que de otra manera sería plana. La elevación sur debajo del piso 23 solo tiene ventanas en los retranqueos.
Sobre el piso 23, la torre se eleva como un eje rectangular, con seis tramos en la elevación norte y cinco tramos cada una en las elevaciones oeste y este. Esto le da a la torre una forma casi cuadrada. Las dos tramos más al sur de la elevación occidental tienen paneles negros. La elevación sur tiene ocho tramos, de los cuales solo los tres tramos más al este tienen ventanas. tiene franjas verticales negras en el primer, tercer, cuarto y quinto tramos desde el oeste y una tubería en el segundo tramo desde el oeste; sólo los tres tramos más orientales tienen ventanas. La parte superior del fuste tiene algunas decoraciones geométricas, similares a las utilizadas en la sección inferior de la torre. El parapeto de la azotea originalmente tenía motivos en forma de galón en blanco y negro, así como ladrillos blancos proyectados en la parte superior de las pilastras. En el techo hay un ático de dos pisos, que tiene ventanas de cinta, paredes de acero y esquinas biseladas. Una barandilla de tubería de metal y dos niveles de terrazas en la azotea se encuentran en la parte superior del ático.

### Características
Los vestíbulos de entrada tenían pisos de mármol negro belga y paredes de mármol negro francés. El espacio del vestíbulo de mármol tiene adornos de níquel en estilo art déco. Walker & Gillette diseñó una sucursal bancaria para New York Trust Company en el primer piso, el entrepiso y el sótano. La sucursal tenía jaulas de bronce, piso principal revestido de mármol y piso de terrazo veneciano en los 370 m² de bóvedas de seguridad. Los principales muros del banco estaban hechos de roble inglés y bronce de níquel incrustado, así como mármol negro bizantino y belga. Las paredes de la bóveda estaban hechas de 45,7 m capa de hormigón armado y una capa de 25 mm de placa de acero. A 2014, el antiguo espacio bancario se comercializaba como un espacio comercial convencional, con 274 m² en el sótano, 369 m² en el primer piso y 98 m² en el entresuelo. Todos estos pisos tenían alturas de techo de 6,1 m.
Los ascensores se dividieron en dos grupos: ascensores locales, que viajaban desde la planta baja hasta el piso 22, y ascensores exprés, que viajaban desde el piso 22 al 42. Los ascensores fueron diseñados originalmente para funcionar a una velocidad máxima de 330 m/min. Según Franzheim, a un inquilino del piso 42 solo le tomaría cincuenta segundos viajar al piso "en condiciones normales de tráfico". Los ascensores del edificio tenían maderas exóticas de numerosos países.
Los pisos superiores tenían áreas de piso de entre 210 y 930 m². El edificio tenía un área rentable total de 20 000 m², 20 900 m², o 21 000 m². La superficie bruta del suelo era de 25 500 m². Las paredes de los pasillos del piso superior estaban revestidas con mármol negro francés, mientras que los pisos tenían mármol negro belga intercalado con astillas de mármol blanco italiano. Las oficinas de los pisos superiores también estaban revestidas de mármol negro francés. Las paredes y tabiques estaban hechos de baldosas y terracota de todo Estados Unidos, que se combinaron con arcilla de Nueva Jersey. Las paredes interiores se diseñaron de modo que tuvieran, en promedio, solo 6,7 m desde las ventanas. Una suite de tres pisos en la parte superior del edificio tenía un ascensor privado y escaleras, así como oficinas ejecutivas y un área de invernadero.

## Historia
275 Madison Avenue fue desarrollado por Jesse H. Jones, quien había sido un importante desarrollador de bienes raíces a principios del siglo XX, particularmente en Houston. Jones expresó interés en construir edificios en la ciudad de Nueva York y, en 1923, fundó Houston Properties, encabezada por Alfred B. Jones de Nueva Jersey. Kenneth Franzheim participó en el diseño de varios desarrollos de Houston Properties; pertenecía a una "familia empresarial" relativamente pequeña de la que Jesse Jones solía contratar.

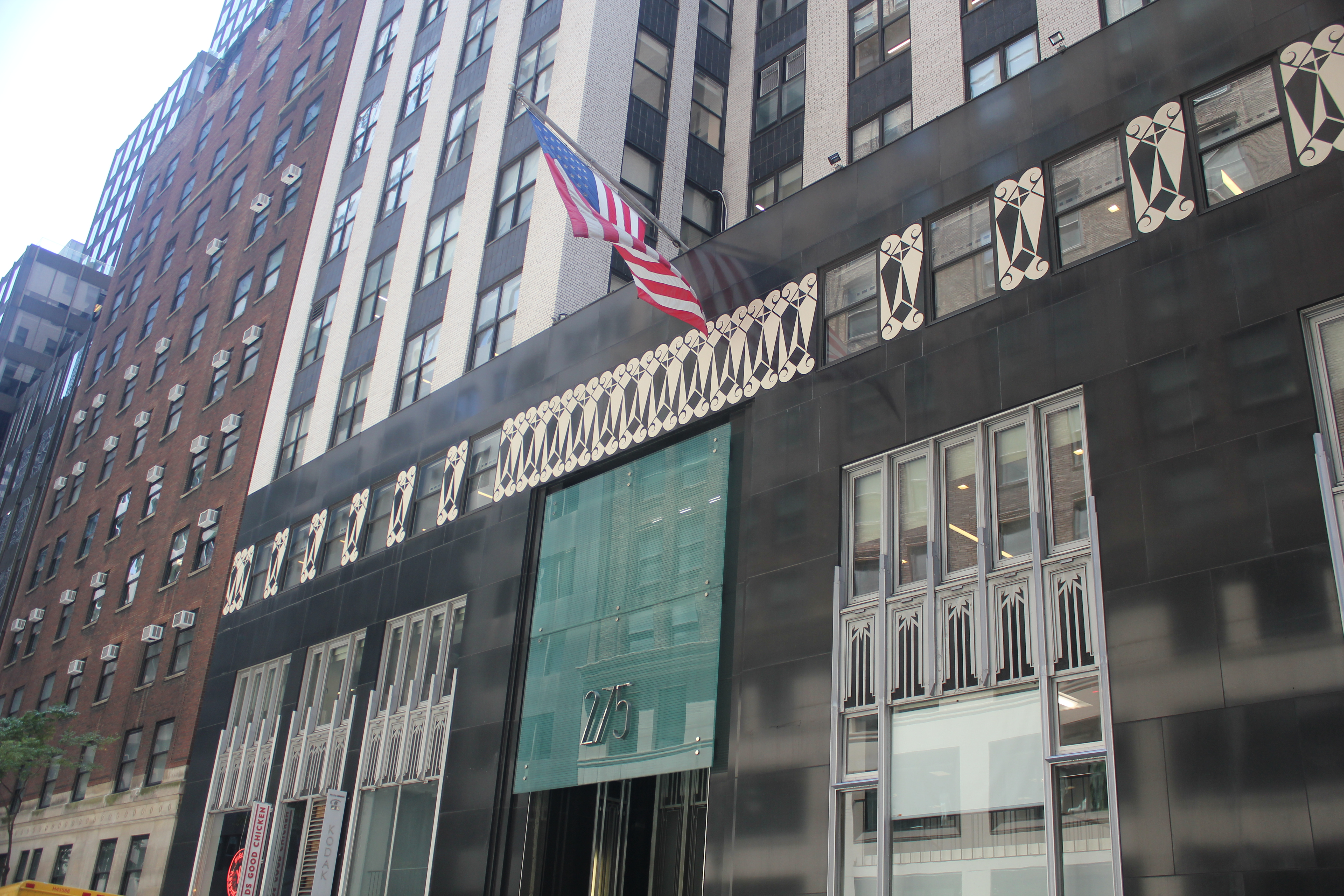
Detalle de la base del edificio

En julio de 1929, New York Trust Company adquirió la propiedad en 275 Madison Avenue, lindando con su sucursal en el número 277. El mes siguiente, Philip H. Rosenbach de Rosenbach Company vendió el número 273 a 273 Madison Avenue Corporation. En abril de 1930, Jesse Jones se acercó tanto a la New York Trust Company como al propietario de 273 Madison Avenue con la intención de adquirir un sitio lo suficientemente grande para "un edificio de oficinas alto". Frederick Brown tenía un contrato para comprar el número 273, y Jesse Jones tenía la intención de arrendar el sitio a Brown. Jones había adquirido el número 273, así como dos establos en las calles 24 y 26 East 40th, para el mes siguiente. Luego fundó 277 Madison Avenue Corporation. Esto era parte de la práctica frecuente de Jones de crear diferentes compañías para operar su edificio, por lo que los problemas con una propiedad no afectarían a las demás.
En preparación para la construcción del rascacielos, New York Trust recibió autorización en mayo de 1930 para abrir una sucursal temporal al otro lado de la calle en 274 Madison Avenue. El banco también arrendó algo de espacio en el rascacielos propuesto. Los planos para el rascacielos, entonces llamado 22 East 40th Street, se presentaron a fines de junio de 1930. La estructura estaba programada para costar 1,25 millones de dólares. La Title Guarantee and Trust Company otorgó a 277 Madison Avenue Corporation una hipoteca de 440 000 dólares por siete años, y el proyecto también recibió un préstamo de 3.2 millones de dólares. Las antiguas residencias fueron demolidas a partir del 21 de junio de 1930 y las excavaciones comenzaron a fines del mes siguiente, el 31 de julio. La estructura de acero se construyó a partir del 4 de septiembre, seguida del ladrillo cuatro semanas después, el 3 de octubre. El edificio había terminado en diciembre de 1930. The New York Times publicó varios artículos sobre 22 East 40th Street mientras estaba en construcción. Jesse Jones había obtenido un préstamo de la Reconstruction Finance Corporation para financiar la construcción del edificio.

### 1930 y 1940
A principios de 1931, New York Trust se mudó temporalmente de sus oficinas existentes para permitir la finalización del rascacielos. La sucursal del banco New York Trust en 22 East 40th Street abrió en julio de 1931. Los agentes de alquiler, Cross & Brown, publicaron anuncios que proclamaban que el edificio se estaba desarrollando en "Uptown Wall Street" y prometían "arreglos de pisos superiores". Entre los primeros inquilinos de oficinas se encontraban la Cámara de Comercio Aeronáutica, la Asociación de Banqueros Estadounidenses, la Compañía Estadounidense de Maquinilla de Afeitar de Seguridad, la Asociación de Fabricantes de Radio, firma de contabilidad Haskins & Sells, papel el distribuidor Gottesman & Co., y el pariente de la familia real sueca Folke Bernadotte. Las empresas de ingeniería y oficinas de Franzheim, Fish & Loenenger y Krey & Hunt, ocuparon los tres pisos superiores. Los primeros inquilinos también incluían bufetes de abogados, un publicista, un corredor de bienes raíces y editores, así como abogados y una firma de ingenieros de gestión de ventas.
Houston Properties tuvo dificultades financieras poco después de completar el edificio. Esto vino con una desaceleración general en el desarrollo inmobiliario en el área causada por la Gran Depresión. En julio de 1932, 275 Madison Avenue Corporation presentó una demanda contra 277 Madison Avenue Corporation para ejecutar una segunda hipoteca de 5,5 millones de dólares en 22 East 40th Street. La 275 Madison Avenue Corporation fue operada por New York Trust, que asumió el control en 1933. Después de que Johns Manville Corporation alquilara seis pisos en 22 East 40th Street para su sede general en enero de 1933, el edificio también se hizo conocido por la compañía. Algunos síndicos fueron nombrados por el edificio, pero sus nombramientos quedaron vacantes ese diciembre en la Corte Suprema de Nueva York. El fallo se tomó sobre la base de que el demandante no tenía más del 2 por ciento de participación en el edificio.
El edificio siguió enfrentándose a dificultades financieras. Cuando el Marine Midland Bank extendió una hipoteca de 3.2 millones de dólares sobre el edificio en 1934, los impuestos, el agua y las tarifas de amortización estaban atrasados debido a pagos atrasados. A fines de la década de 1930, el edificio se conocía cada vez más como 275 Madison Avenue, aunque algunos medios de comunicación todavía se referían al edificio por su dirección en la calle 40. 275 Madison Avenue se vendió en marzo de 1943 a un grupo de empresarios, y Brown Wheelock Harris Stevens Inc. se hizo cargo del arrendamiento. American Home Products arrendó simultáneamente la mayoría de los 23 pisos superiores del edificio como oficinas centrales para la empresa principal y nueve subsidiarias. La valoración del edificio se evaluó en 3,05 millones de dólares en ese momento. Según los informes, American Home Products solo había estado interesado en comprar 275 Madison Avenue si podía ocupar 13 pisos antes del 1 de mayo de 1943.

### 1950 a 1970

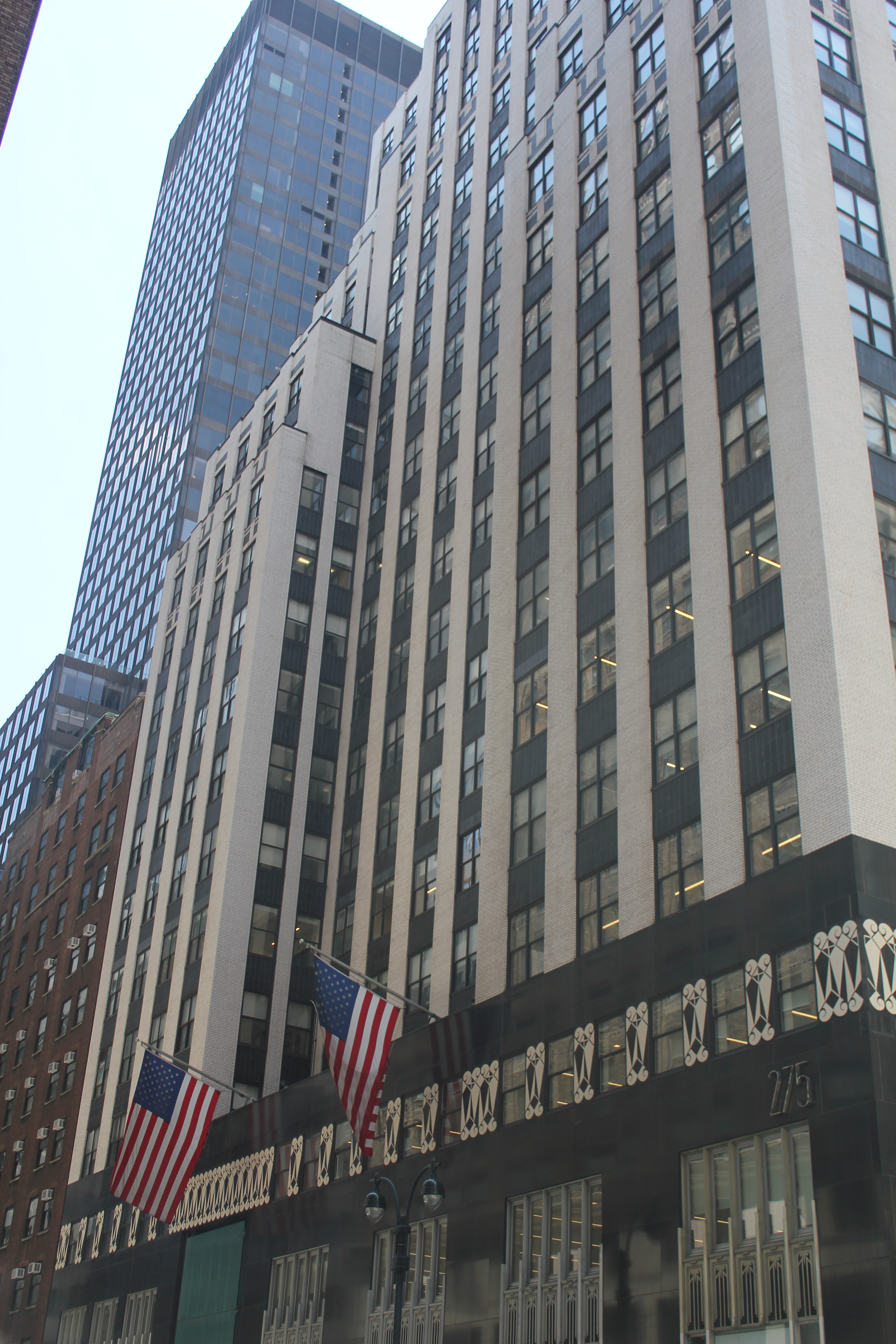
Fachada de la calle 40

American Home Products vendió el edificio en noviembre de 1951 a Tishman Realty & Construction, que arrendó 7600 m² a American Home Products. El acuerdo supuestamente involucró más de 5 millones de dólares, todo en efectivo. En ese momento, American Home Products ocupaba 17 pisos completos y partes de otros siete, y New York Trust, Johns-Mansville, Procter & Gamble, Babcock & Wilcox y Provident Mutual Insurance Company también ocupaban el edificio. La venta se finalizó en enero de 1952 y Tishman obtuvo una primera hipoteca de 3,2 millones de dólares de Metropolitan Life Insurance Company. Tishman vendió el edificio en 1953 a Massachusetts Mutual Life Insurance Company, aunque Tishman recuperó un contrato de arrendamiento a largo plazo. Johns-Manville ocupaba 10 000 m² en 12 pisos, y American Home Products ocupaba 7900 m² en 24 pisos. Al año siguiente, Tishman instaló un sistema de aire acondicionado en las oficinas de Johns-Manville mientras 800 empleados continuaban trabajando en el espacio. Lawrence Wien y Harry Helmsley tomaron un contrato de arrendamiento a largo plazo del edificio en 1955.
Equity Corporation comenzó a operar 275 Madison Avenue en 1959, el mismo año en que American Home Products arrendó espacio para una nueva sede en 685 Third Avenue. American Home Products se mudó del edificio en 1961, dejando 9300 m² disponibles para arrendamiento, alrededor del 45 por ciento de todo el edificio. Los pisos desocupados eran relativamente pequeños, con un rango de 190 a 650 m², por lo que el espacio se comercializó para inquilinos más pequeños como oficinas baratas cerca de Grand Central. En dos años, el espacio de American Home Products fue ocupado por empresas de numerosas industrias. Los nuevos arrendatarios incluían una empresa de importación/exportación, una empresa de bienes raíces. una empresa de contabilidad, y Equity Funding Corporation. En 1962, Madison Park Associates adquirió el arrendamiento de 22 East 40th Street Equity Corporation; ambas empresas estaban dirigidas por Stanley y Max Stahl. En ese momento, Massachusetts Mutual Life Insurance Company era propietaria de la estructura. También en la década de 1960, Goldman-DiLorenzo compró la tierra.
Johns-Manville, el principal inquilino del edificio, anunció en 1971 que trasladaría su sede corporativa a un suburbio de Denver, Colorado. Goldman-DiLorenzo adquirió el contrato de arrendamiento del edificio en 1973. Goldman-DiLorenzo adquirió una hipoteca de 2.8 millones de dólares sobre el arrendamiento de la propiedad, aumentando su apalancamiento. Esto condujo a grandes pérdidas cuando los espacios de oficinas en edificios comparables comenzaron a aumentar, y el primer acreedor hipotecario, CNA Financial, había comenzado los procedimientos de ejecución hipotecaria en 1976. La segunda hipoteca se pagó a 1,8 millones de dólares y el titular de la segunda hipoteca Gibraltar Financial absorbió gran parte de las pérdidas. Williams Real Estate Company se hizo cargo de la administración, momento en el que el edificio estaba vacío en un 15 por ciento.

### 1980 al presente
Coronet Properties vendió el edificio por 22 millones de dólares a New Madison-275 Associates, encabezada por Alain DeBerc, en 1980. El comprador actuaba en nombre de Gestam Inc., que se lo arrendó a diez inquilinos pocos meses después de la compra. El propietario planeaba renovarlo. En ese momento, la única entrada del edificio estaba en la calle 40, una situación que había existido desde que se construyó. Los propietarios decidieron crear un vestíbulo ampliado y una nueva entrada por Madison Avenue tras la expiración de un contrato de arrendamiento. Oppenheimer Brady y Vogelstein diseñaron una renovación de 2 millones de dólares que también incluyó mejoras mecánicas y la restauración de parte del diseño original. El nuevo vestíbulo tenía paneles con espejos acentuados con acero inoxidable, así como candelabros art déco. El mármol rosa fue importado de la misma cantera en Francia que había proporcionado el del para el vestíbulo original.
El antiguo espacio bancario en Madison Avenue fue renovado en 1995, y también se restauraron elementos decorativos en la fachada. Para entonces, los inquilinos incluían firmas de abogados, contabilidad, publicaciones, cosméticos, relaciones públicas y publicación de computadoras. En 1996, los propietarios de 275 Madison Avenue y del cercano 370 Lexington Avenue recibieron un total de 27,5 millones de dólares en préstamos de Mutual Life Insurance Company of New York. Dos años después, en 1998, Aby Rosen y Michael Fuchs de RFR Realty compraron el contrato de arrendamiento en 275 Madison Avenue por 42 millones de dólares. La empresa tenía la opción de comprar el terreno subyacente por 19 millones de dólares, pero no la ejecutó en ese momento. La base del edificio se modificó en 2004, cuando la entrada principal se trasladó de Madison Avenue a la calle 40. La Comisión de Preservación de Monumentos Históricos de la Ciudad de Nueva York designó el edificio como un lugar emblemático de la ciudad el 13 de enero de 2009. 
RFR Realty puso el edificio a la venta en abril de 2016. El Grupo RPW, encabezado por Robert Weisz, ofreció más de 270 millones de dólares menos de dos meses después. Ese agosto, Blackstone Group y SL Green Realty otorgaron a RPW un préstamo de 240 millones de dólares para financiar la compra. Dos años después, RPW refinanció el edificio con un préstamo de 210 millones de dólares de Ullico. Saadia Group, empresa matriz de Lord & Taylor, alquiló un espacio a principios de 2021.